# Adolf Würth (Unternehmer)

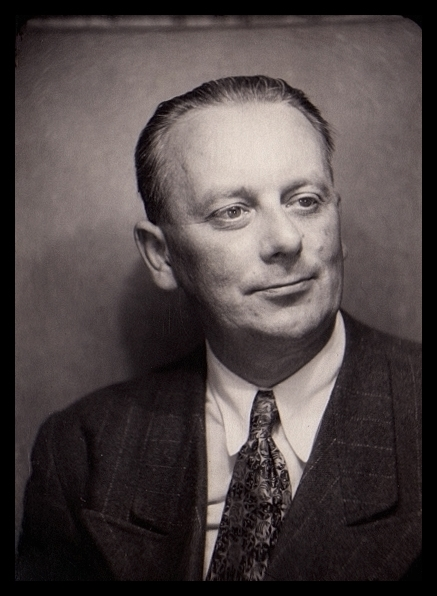
Adolf Würth

Adolf Würth (* 7. Februar 1909 in Ilsfeld; † 14. Dezember 1954) war ein deutscher Unternehmer und Gründer der Würth-Gruppe mit Sitz im hohenlohischen Künzelsau.

## Biografie
Adolf Würth wurde am 7. Februar 1909 in Ilsfeld als Sohn des Landwirts, Winzers und Gastwirts Friedrich Würth geboren.
Im Alter von 13 Jahren wurde er im Jahr 1922 Lehrling im Kupferzeller Eisenwarengeschäft der Brüder Gotthilf, August und Hermann Reisser, einem Unternehmen mit Filialen in Künzelsau, Öhringen und Schwäbisch Hall.:S. 20
Hier lernte er den Direktvertrieb kennen, ein Geschäftsmodell, das er später für sein eigenes Unternehmen übernahm.
Am 6. August 1932 heiratete er in Öhringen die Witwe Alma Kindermann (geb. Schott). Der älteste Sohn Reinhold Würth, der später das Unternehmen weiterführte, wurde am 20. April 1935 geboren. 1942, während des Zweiten Weltkriegs, wurde Adolf Würth als kaufmännischer Leiter einer Fabrik im besetzten Elsass dienstverpflichtet. Am 11. April 1944 wurde der zweite Sohn, Klaus-Frieder Würth, geboren.
Unmittelbar nach Kriegsende machte Würth sich selbständig und gründete am 16. Juli 1945 das Unternehmen Adolf Würth, Holzschrauben, Künzelsau als Schraubengroßhandlung, zunächst in einem Nebengebäude der Schlossmühle im Künzelsauer Stadtteil Hofratsmühle. Unterstützung erhielt er dabei von seiner Frau Alma: „Meine Mutter war nach Ende des Zweiten Weltkriegs eher die treibende Kraft, den Vater zur Selbständigkeit zu drängen“ (Reinhold Würth).
Das erste eigene Gebäude bezog das Unternehmen im Dezember 1952 in der Künzelsauer Bahnhofstraße.
Adolf Würth starb am 14. Dezember 1954 im Alter von 45 Jahren an den Folgen eines Herzinfarkts.
Nach seinem Tod übernahm seine Witwe Alma Würth, gemeinsam mit dem 19-jährigen Sohn Reinhold, das Unternehmen. Unter der Führung von Reinhold Würth entwickelte sich die spätere Adolf Würth GmbH & Co. KG vom Zwei-Mann-Betrieb zum internationalen Marktführer.